# Симеон Варчев
Симеон Нанев Варчев е български баскетболист и баскетболен треньор.

## Биография
Роден е на 7 август 1943 г. в с. Побит камък, община Разград.
Започва да тренира баскетбол на 14-годишна възраст, като стартира с юношеския отбор на „Лудогорец“ (Разград).
Като студент във ВИФ е част от баскетболния отбор, трениран от Кирил Семов. Печели Купата на България за младежи.
През 1967 – 1968 г. играе в „Миньор“ (Перник). През 1968 г. става част от „Лъсков“ (Ямбол). След поредица от травми през 1969 г. прекратява активната си състезателна дейност и започва да тренира деца. Трикратен шампион е с детско-юношеската школа на „Лъсков“: с отбор пионери през 1972 г. и 1973 г., а през 1976 г. – с юношеския състав на клуба. Под негово ръководство мъжкият отбор на „Лъсков“ за първи път печели бронзови медали на Купа България през 1977 г. и в републиканското първенство през сезон 1978/1979 г.
През 1980 г. се мести в Ботевград, където две години е начело на местния отбор „Балкан“.
От 1 септември 1982 г. живее във Варна, където последователно е начело на „Академик“ (Варна) и „Черно море“ (Варна). Като треньор на „Черно море“ печели титлите на страната през 1985, 1998 и 1999 г. и турнира за Купата на България през 1998, 1999 и 2000 г. Има също така сребърни медали от първенствата през 1990, 1991, 1996, 1997, 2000 и бронзови медали от 1979, 1982, 1984, 1993.
Начело е на мъжкия национален отбор от 1989 до 1993 г., с който стига осмо място на Европейското първенство през 1991 г. и 13-о през 1993 г.
През 1992 г. е избран в анкетата на вестник Труд за треньор номер 1 на България.
От 2001 г. Варчев е изпълнителен директор на Двореца на културата и спорта в гр. Варна.
Носител е на най-високото отличие в българския баскетбол – Приз за изключителни заслуги.
По случай 80-годишнината на баскетбола у нас федерацията по баскетбол го включва в почетната десятка на най-добрите треньори за всички времена.
В последните си години страда от болестта на Паркинсон. Заради напредването на болестта през 2014 г. напуска поста си начело на Двореца на културата и спорта, а през 2016 г. се оттегля изцяло от баскетболна дейност.
Почетен гражданин е на три града – Варна, Ямбол и Разград.
Негова заслуга е откриването на десетки баскетболни таланти, сред които Георги Глушков, Тодор Стойков, Деян и Калоян Иванови и много други.
Умира през 2020 г. на 77-годишна възраст.